# Solicorynespora garciniae
Solicorynespora garciniae är en svampart som först beskrevs av Petch, och fick sitt nu gällande namn av G. Delgado & J. Mena 2003. Solicorynespora garciniae ingår i släktet Solicorynespora, divisionen sporsäcksvampar och riket svampar.   Inga underarter finns listade i Catalogue of Life.